# El Perdiz
El Perdiz är en ort i Mexiko.   Den ligger i kommunen San Mateo Piñas och delstaten Oaxaca, i den sydöstra delen av landet, 500 km sydost om huvudstaden Mexico City. El Perdiz ligger 1 158 meter över havet och antalet invånare är 246.
Terrängen runt El Perdiz är kuperad åt sydost, men åt nordväst är den bergig. Runt El Perdiz är det ganska tätbefolkat, med 60 invånare per kvadratkilometer. Närmaste större samhälle är Santa María Huatulco, 12,0 km söder om El Perdiz. I omgivningarna runt El Perdiz växer i huvudsak lövfällande lövskog.